# Skubicha
Skubicha – nieoficjalna nazwa przysiółka wsi Motycz w Polsce położona w województwie lubelskim, w powiecie lubelskim, w gminie Konopnica.
W latach 1975–1998 przysiółek należał do ówczesnego województwa lubelskiego.
Miejscowość widniała na mapie województwa lubelskiego Juliusza Kolberga z 1826 roku między Motyczem a Tomaszowicami. Część mieszkańców Skubichy w latach 1937–1938 przeprowadziło się na "działki" przydzielone im podczas komasacji gruntów. Były one położone w kolonii Motycz, blisko Skubichy, nazywane powszechnie kolonią Motycz-Działki. Do niedawna wieś Skubicha umieszczana była na mapach powiatu lubelskiego. Obecnie administracyjnie włączona jest do Motycza, gminy Konopnica.
Otoczona wioskami:
- na zachód - Kolonia Tomaszowice
- na północ - Ługów, Moszenki, Tomaszowice
- na wschód - Motycz
- na południe - Sporniak i Radawiec

W bliskim sąsiedztwie od strony południowo-zachodniej rozciąga się las chłopski zwany „działkami”.